# Godmania
Godmania é um género botânico pertencente à família Bignoniaceae.

## Espécies
- Godmania aesculifolia
- Godmania dardanoi
- Godmania macrocarpa
- Godmania uleana